# 青山俊樹
青山 俊樹（あおやま としき、1944年9月 - ）は、日本の官僚。元国土交通事務次官、元水資源機構理事長。

## 来歴
京都大学大学院工学研究科土木工学専攻修了後、建設省に入省。東北地方建設局長、河川局長等を経て、1999年（平成11年）に技監。2002年（平成14年）7月から国土交通事務次官を務め、2003年（平成15年）7月に退官。
退官後は財団法人国土技術研究センター顧問を経て、水資源機構理事長を務めた。

## 略歴
- 1966年（昭和41年） 国家公務員採用上級甲種試験（土木）合格
- 1969年（昭和44年）
  - 京都大学大学院工学研究科土木工学専攻修士課程修了
  - 4月 建設省入省
- 1977年（昭和52年）9月 建設省中部地方建設局企画部企画課長
- 1978年（昭和53年）4月 建設省中部地方建設局河川部河川計画課長
- 1979年（昭和54年）8月 建設省河川局河川計画課長補佐
- 1982年（昭和57年）6月16日 建設省近畿地方建設局姫路工事事務所長
- 1985年（昭和60年）4月1日 建設省中部地方建設局河川部河川調査官
- 1986年（昭和61年）5月 建設省河川局治水課建設専門官
- 1988年（昭和63年）7月1日 建設省河川局治水課流域治水調整官
- 1990年（平成2年）4月1日 建設（省）大臣官房技術調査室長
- 1991年（平成3年）6月1日 建設（省）大臣官房技術調査室長兼大臣官房積算企画室長
- 1993年（平成5年）1月1日 建設省中部地方建設局企画部長
- 1994年（平成6年）7月1日 建設省河川局開発課長
- 1995年（平成7年）11月1日 建設省東北地方建設局長
- 1998年（平成10年）6月23日 建設省河川局長
- 1999年（平成11年）7月13日 技監
- 2001年（平成13年）1月6日 （国土交通省発足に伴い、初代）技監
- 2002年（平成14年）7月16日 国土交通事務次官
- 2003年（平成15年）7月18日 退官
- 2004年（平成16年）4月1日 独立行政法人水資源機構理事長
- 2011年（平成23年）9月30日 退任
- 2015年（平成27年）11月3日 瑞宝重光章受章